# Пак Соль Гум
Пак Соль Гум (род. 2 ноября 2005, Хамгён-Намдо) — северокорейская спортсменка (вольная борьба), участница летних Олимпийских игр 2024 года.

## Биография
В апреле 2024 года в Бишкеке она участвовала в азиатском квалификационном турнире, где получила квоту для КНДР на Олимпийские игры в Париже. На Олимпиаде в Париже была самой молодой участницей соревнований по борьбе. 8 августа 2024 года в Париже на Олимпийских играх выступала в весовой категории до 68 кг, где в 1/8 финала на со счётом 10:6 победила Ирину Рынгач из Молдавии, затем в 1/4 финала одолела Нишу Дахию из Индии, в полуфинале она уступила будущей Олимпийской чемпионке Эмит Элор из США со счётом 0:10, а в схватке за бронзовую медаль потерпела поражение от Бусе Тосун из Турции со счётом 2:4, заняв 5 место в итоговом протоколе.